# Patchway
Patchway – miasto i civil parish w Wielkiej Brytanii, w jednostce South Gloucestershire, w południowej części hrabstwa Gloucestershire. Podobnie jak sąsiednie Filton i Bradley Stoke pełni funkcję mieszkaniową i często jest traktowane jako przedmieścia Bristolu, od którego jest położone o ok. 10 km na północny zachód. W 2011 roku civil parish liczyła 10 511 mieszkańców. W obrębie miasta znajduje się centrum handlowe Cribbs Causeway, kompleks biurowy Aztec West - a na granicy z Filton - lotnisko Filton.